# Esfinx de la troana
L'esfinx de la troana (Sphinx ligustri) és una espècie de lepidòpter ditrisi de la família dels esfíngids (Sphingidae) que habita gran part de la regió paleàrtica fins al Japó. És absent al nord d'Europa (Irlanda, Escòcia, Islàndia, nord de la Península Escandinava), a Grècia i a algunes illes del Mediterrani, com les Illes Balears. Als Països Catalans no és gaire comuna.

## Morfologia

### Imago
L'imago té una envergadura alar d'entre 90 i 120 mm. Cap i tòrax gris fosc o negre. Abdomen amb una línia dorsal marró i nombroses franges horitzontals negres i rosades que es van alternant. Ales anteriors amb diferents tonalitats marrons i grises i on es mostren diverses línies característiques negres. Ales posteriors rosades amb dues franges negres.

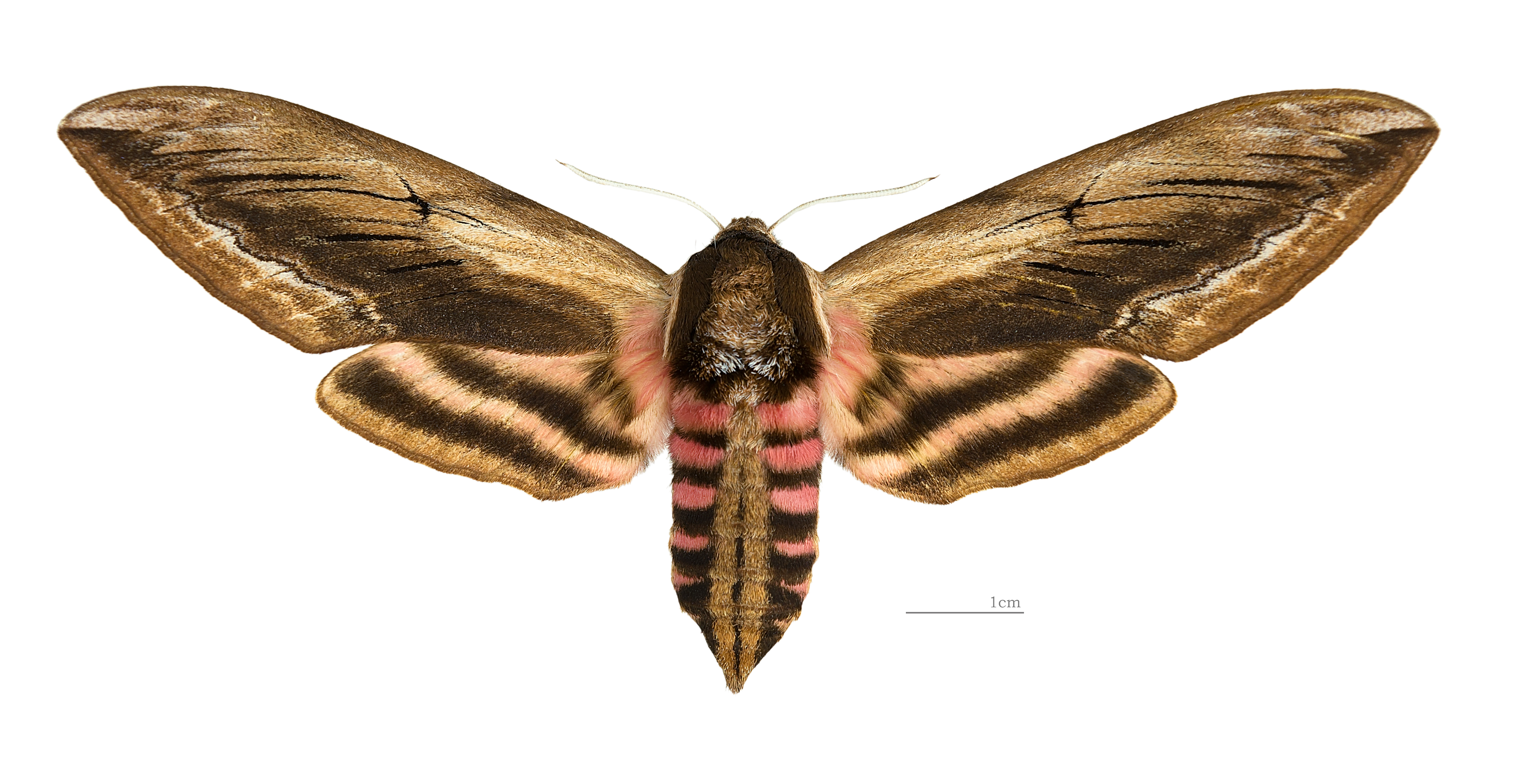
♀ Imago visió dorsal
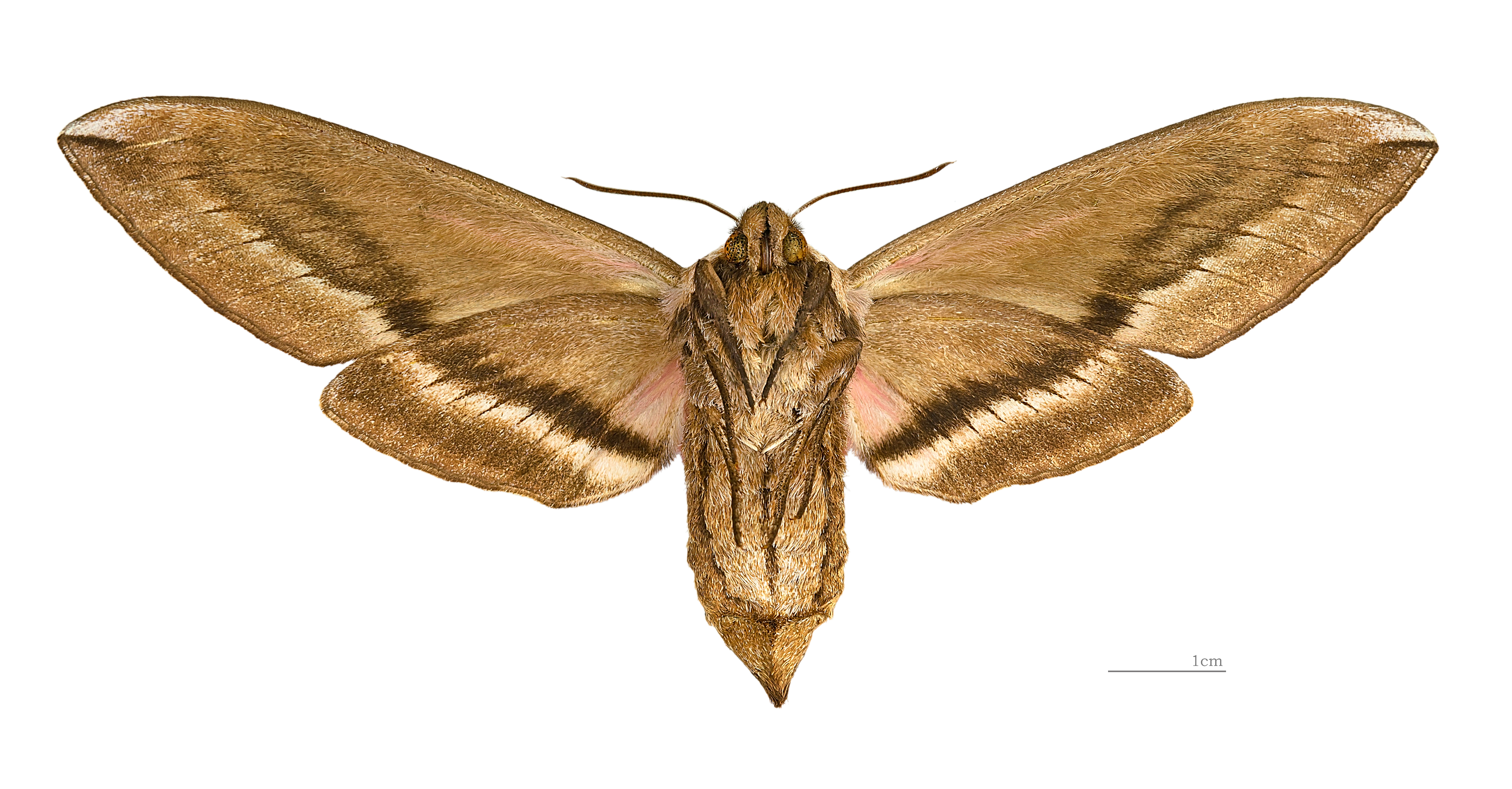
♀ Imago visió ventral
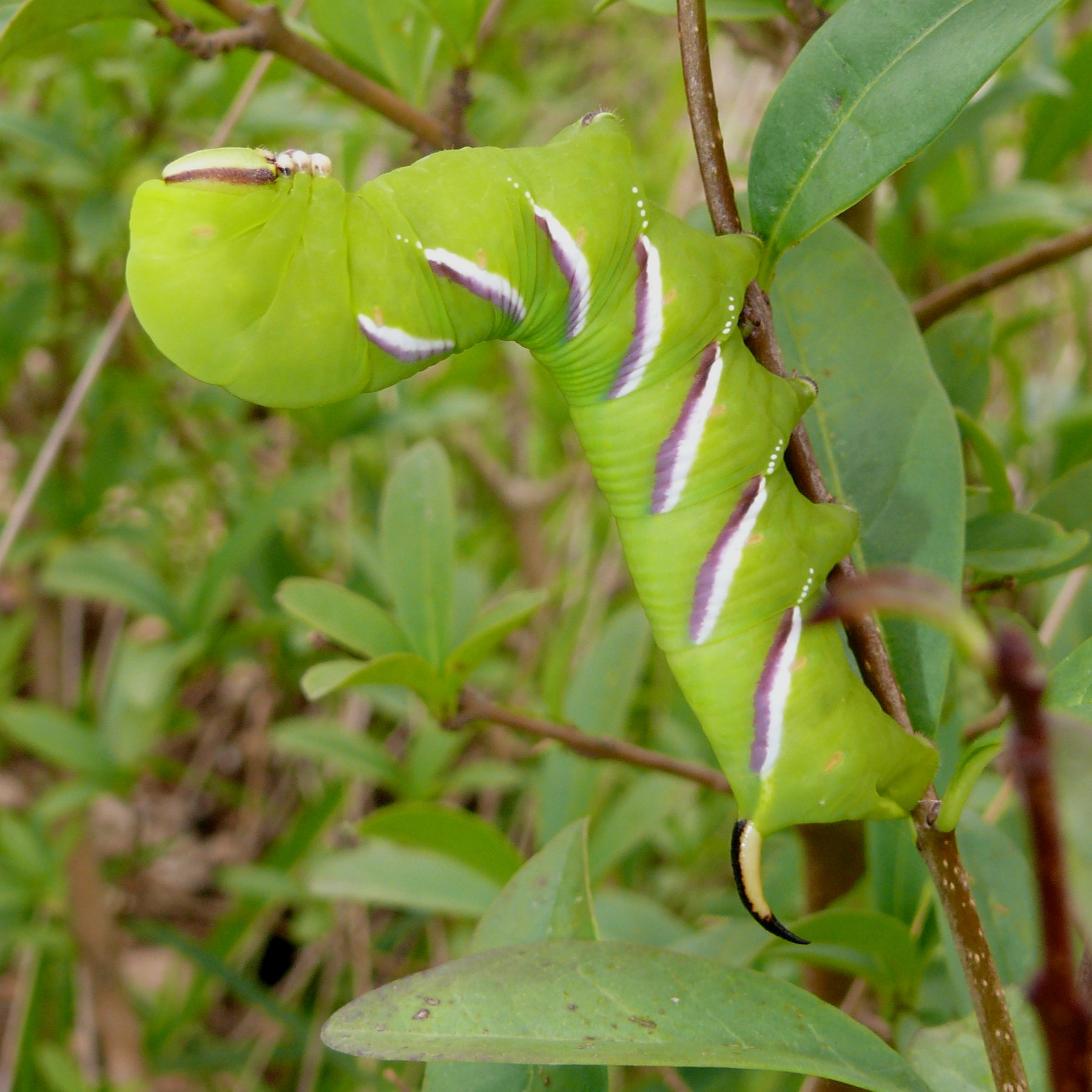
♀ Eruga en estat d'alerta

### Eruga
L'eruga pot arribar als 100 mm. Cos verd amb set línies obliqües blanques i violetes a cada costat; cua negra amb costats grocs; cap verd amb dues línies negres. Durant les primeres fases del desenvolupament li manquen els colors violetes a les ratlles. Molt poc variable. Quan està a punt de pupar el seu dors adquireix un to rosat.

## Ecologia
Habita en boscos clars, bosquines, camps oberts, prats, jardins i parcs. L'eruga s'alimenta de Ligustrum, Ribes, Rubus idaeus, Spiraea, Sorbaria sorbifolia, Aruncus silvestris, Malus domestica, Fraxinus excelsior, Syringa, Viburnum opulus, Lonicera i Symphoricarpos.
El període de vol va des de finals d'abril fins a l'agost en dues generacions. En regions fredes només n'hi ha una al juny. Hibernació com a pupa en una càpsula subterrània.
És víctima de parasitoides de les famílies Ichneumonidae i Tachinidae. Cada femella sol posar més de 200 ous individualment, més rarament per parelles o grups de tres. Els imagos acostumen a reposar a les branques o troncs d'arbres.